# Agriomelissa brevicornis
Agriomelissa brevicornis is een vlinder uit de familie wespvlinders (Sesiidae), onderfamilie Sesiinae.
Agriomelissa brevicornis is voor het eerst wetenschappelijk beschreven door Aurivillius in 1905. De soort komt voor in het Afrotropisch gebied.